# Alfonso Sánchez Candeira
Alfonso Sánchez Candeira (c. 1923-1951) fue un historiador y medievalista español, que estudió el Reino de León.

## Biografía
Nacido hacia 1923, fue autor de Castilla y León en el siglo XI: estudio del reinado de Fernando I, en origen su tesis doctoral, defendida en 1950 y que versaba sobre el monarca Fernando I de León, que sería publicada póstumamente en 1999 editada por la Real Academia de la Historia. También fue autor de obras como El "Regnum-Imperium" leonés hasta 1037 (1951) o Las Cruzadas en la historiografía española de la época. Traducción castellana de una redacción desconocida de los "Anales de Tierra Santa" (1960). Sánchez Candeira había fallecido prematuramente en 1951, enfermo de cáncer.